# Ашево (Бежаницкий район)

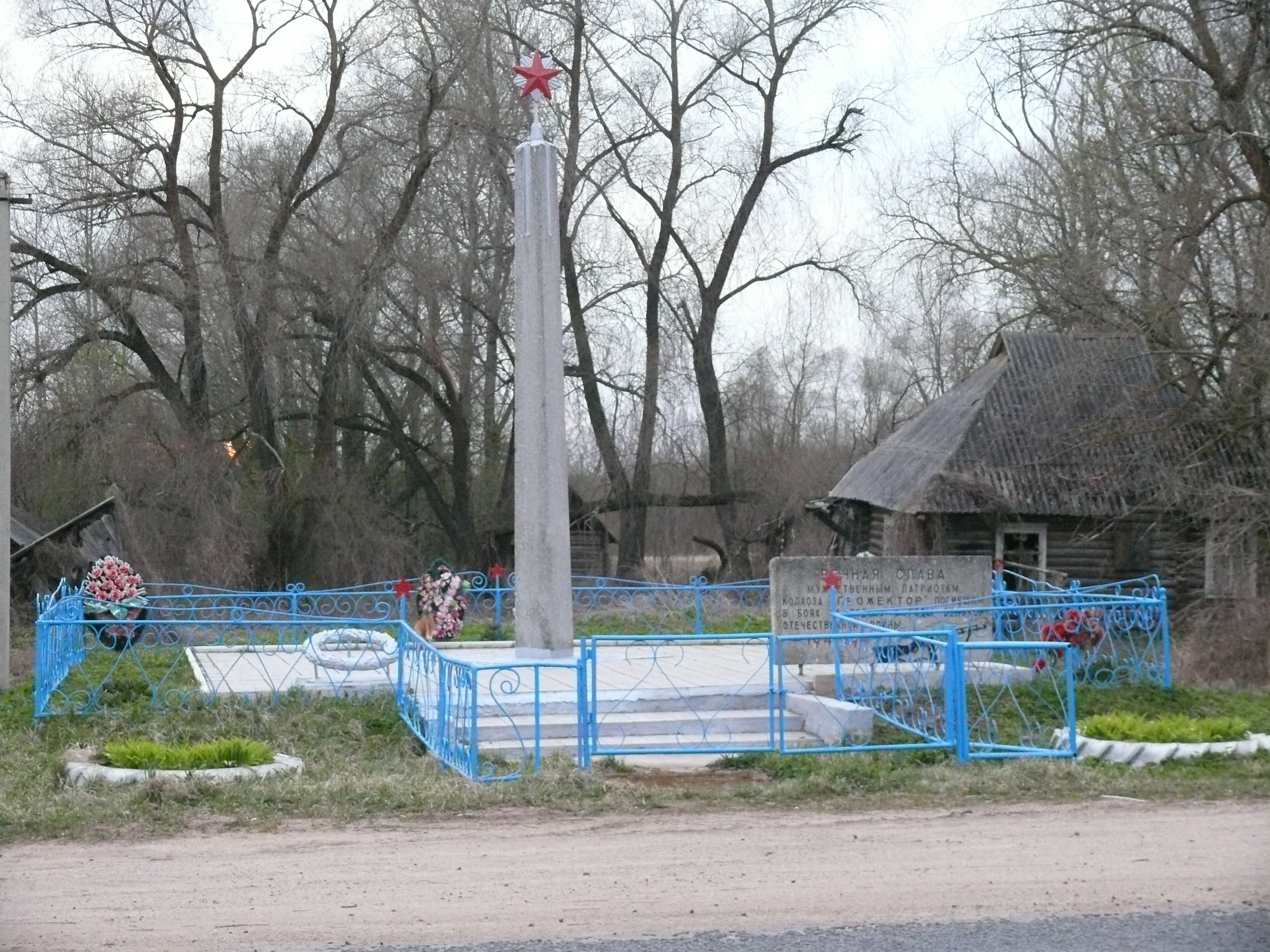
Воинское захоронение в Ашево

Аше́во — село на северо-западе Бежаницкого района Псковской области. Административный центр сельского поселения муниципальное образование «Ашевское».
Расположено в 20 км к северо-западу от райцентра Бежаницы.

## История
Расположено на древнем Белорусском тракте из Великих Лук в Порхов. Первый раз Ашево упоминается в берестяной новгородской грамоте 1180—1200 годов. На протяжении веков это село было богатым торговым центром, здесь располагались заводы и действовали ярмарки. Почтовая станция — одна из самых старых на ямской дороге, упоминается в отчёте 1792 г. о новых территориях.
Также Ашево упоминается в «Записи о Ржевской дани» в 1479 г. как административный центр Ашевского (Ошевского) погоста.
В 1936—1963 годах входило в состав Ашевского района. До 3 июня 2010 года деревня входила в состав ныне упразднённой Ашевской волости в качестве её административного центра.

## Достопримечательности
- Комплекс застройки богатого купеческого села конца XIX-начала XX вв.
- Ряд каменных купеческих и мещанских жилых и общественных зданий со сложным декором. Кирпичный стиль.
- Деревянные жилые дома XIX века.

## Интересные факты
Андрей Анатольевич Зализняк в своей лекции сообщает, что в берестяной грамоте № 963 упомянут Ошевский погост: «Замечу, что после находки этой грамоты он может при желании отметить на законном основании своё 600-летие».